# Spyder (Unternehmen)
Die Firma Spyder ist ein US-amerikanischer Hersteller funktioneller Wintersportbekleidung und Ausstatter einiger Nationalmannschaften (USA, Kanada, Zypern, bis zur Saison 2007 auch von Österreich).

## Geschichte
Spyder wurde 1978 von David L. Jacobs in der Küche seines Hauses gegründet. Über die Jahre entwickelte sich Spyder zur heutigen Weltmarke.
Am 29. Juli 2021 leitete Spyders Muttergesellschaft GBG USA ein freiwilliges Verfahren nach Chapter 11 ein und stellte seine Bekleidungs- und Schuhmarken mit Hilfe eines Insolvenzdarlehens in Höhe von 16 Millionen US-Dollar zum Verkauf.

## Konzernstruktur
Die Firma Spyder hat ihren Hauptsitz in Boulder (USA) und eine 100%ige Niederlassung (Spyder Europe AG) in Sihlbrugg, einem Ortsteil von Baar im Kanton Zug für alle Märkte außerhalb der USA und Kanada.